# 李睿珺
李睿珺（1983年3月16日—），甘肃高台人，是一位中国大陆电影导演。

## 生平
出生于甘肃高台，2003年毕业于山西传媒学院。2007 年執導首部作品《夏至》獲希臘獨立影展最佳影片特別獎。电影作品《路过未来》获得第70届戛纳国际电影节一种关注单元大奖提名。其後作品包括《老驢頭》、《告訴他們，我乘白鶴去了》、《家在水草豐茂的地方》等，多次入選國際影展。
2022年执导《隐入尘烟》，入围第72届柏林国际电影节主竞赛单元，上映后票房破亿。
李睿珺的电影作品以现实主义风格为主，多以家乡为背景，关注社会现实，尤其是老人、儿童等弱势群体的生活状态，体现了强烈的人文关怀，通过对现实生活的真实描绘，反映了社会底层人民的生活状态和内心世界，镜头关注真实的乡土生活、真正的老百姓以及沉默的大多数。

## 电影作品

### 导演作品
| 年份   | 片名                   | 备注                 | 荣誉                                                                          |
| ------ | ---------------------- | -------------------- | ----------------------------------------------------------------------------- |
| 2007年 | 夏至                   | 担任编剧             | 入围2008年第37届鹿特丹国际电影节                                              |
| 2010年 | 老驴头                 |                      | 入围2010年第15届釜山国际电影节主竞赛单元-新浪潮奖                             |
| 2012年 | 告诉他们，我乘白鹤去了 | 担任编剧             | 入围2012年第69届威尼斯国际电影节地平线单元、第5届中国电影导演协会年度青年导演 |
| 2014年 | 有一天                 | 担任编剧             | 入围2013年第21届日本东京国际儿童电影节                                        |
| 2014年 | 家在水草丰茂的地方     | 担任编剧、剪辑、监制 | 入围2014年第27届东京国际电影节主竞赛单元                                      |
| 2017年 | 路过未来               | 担任编剧             | 入围2017年第70届戛纳国际电影节一种关注单元                                    |
| 2022年 | 隐入尘烟               |                      | 入围2022年第72届柏林国际电影节主竞赛单元                                      |